# Nyitrai Ferencné
| Nyitrai Ferencné                          | Nyitrai Ferencné |
| Kattints az alábbi külső linkek egyikére! | Kattints az alábbi külső linkek egyikére!                                                                                 |
| ----------------------------------------- | --- |
| Nem található szabad kép.(?)              | |
| külső link · jogvédett                    | Nyitrai Ferencné arcképe. TV-műsor. Hírháttér-ben. 1983.                                                                  |
| külső link · jogvédett                    | Nyitrai Ferencné. Nők a tudomány fellegvárában. Kutatói életutak a Magyar Tudományos Akadémián 1949–2021. II. kötet. 1091 |

Nyitrai Ferencné (született Gondos Vera; Budapest, 1926. június 26. – Budapest, 2011. február 17.) állami díjas közgazdász, statisztikus, a Központi Statisztikai Hivatal elnöke 1979 és 1989 között.

## Életútja
Édesapja Grünwald Salamon kiskereskedő volt, édesanyja Ehrlich Irén. Férje, Nyitrai Ferenc hivatásos katonatisztként szolgált; egy fia és egy unokája született. Grünwald Veronika Budapesten végezte elemi és középiskolai tanulmányait, a Pesti Izraelita Hitközség Leánygimnáziumában érettségizett 1944-ben. Ezt követően – már Gondos Veronika néven – a Pázmány Péter Tudományegyetem matematika–fizika szakán tanult tovább, ahol 1949-ben tanári diplomát szerzett. 
Ugyanettől az évtől 1989-ig a statisztikai hivatal munkatársa volt. 1952-től az iparstatisztikai főosztály előadójaként, 1958 és 1960 között az Ágazati Kapcsolatok Mérlege Osztály csoportvezetőjeként dolgozott. 1961-től 1963-ig a bánya-, kohó- és gépipari osztályt, 1964 és 1977 között az iparstatisztikai főosztályt vezette. 1978-ban hivatali első elnökhelyettessé, 1979-ben elnökké nevezték ki államtitkári rangban. 1989 után a Társadalomtudományi Intézetben tevékenykedett. 1995-től 2004-ig a KSH elnökének tanácsadójaként működött.
1972-ben a közgazdaság-tudomány kandidátusa, 1986-ban a Magyar Tudományos Akadémia doktora lett.

## Munkássága
Tudományos kutatóként elsősorban iparstatisztikával, a közgazdaságtan elméleti és módszertani problémáival, az ágazati kapcsolatok rendszerével foglalkozott. Mintegy kétszázötven tanulmányt és másfél tucat monografikus művet írt. Nevéhez fűződik a statisztikaoktatás 1973 és 1979 közötti megszervezése, az angolszász szakirodalom eredményeinek ismertetése a pécsi Janus Pannonius Tudományegyetem Közgazdaságtudományi Karán.  Pécsett ötletgazdája és Mundruczó Györggyel lektora volt az Ökonometriai alapvetés című tankönyvnek (Budapest, 1987), amelyet a Statisztika Tanszék munkatársai, Hajdu Ottó, Herman Sándor, Pintér József és Rédey Katalin írtak. Magyarországon 1945 után ez volt az első magyar szerzők által írt ökonometriai témájú tankönyv. Pécsett publikációs lehetőséget biztosított a közgazdász tanárok számára, előbb az Ipari és Építőipari Statisztikai Értesítő, majd 1980-tól a Statisztikai Szemle szaklapokban. A KSH elnökeként is vállalta a pécsi tanárok könyveinek lektorálását, illetve az MTA doktori védéseknél az elnöki felkérést.
Elnöki periódusa alatt zajlott le a számítástechnikai intézmények összevonása és a SZÁMALK megalapítása, a népességnyilvántartás új rendszerének kialakítása és a hivatal nemzetközi összehasonlításainak reformja.
Ahhoz a nemzedékhez tartozott, amely az igényes, matematikai módszereket felhasználó statisztikai kutatást „polgári tudományként” megbélyegző ötvenes évek után sikerrel használta ki a Kádár-korszak alatti lehetőségeket – aminek nagy szerepe volt a hazai statisztikatudomány színvonalának megőrzésében. Személy szerint nemzetközi iparstatisztikai összehasonlítással és termelékenységvizsgálatokkal szerzett szakmai elismertséget. Jelentősek a magyarországi ipari struktúra változásait feltáró kutatásai, illetve nevéhez fűződik a magyar gazdaság mérhető hatékonyságát jellemző komplex hatékonysági mutató kidolgozása. Tudományos munkája során soha nem feledkezett meg az ipar és a gazdaság egészének társadalmi beágyazottságáról sem. A Központi Statisztikai Hivatal elnökeként képviselte a Keleti Károly óta élő – és mentora, Péter György korábbi KSH-elnök által is hangsúlyosan megjelenített – statisztikai hagyományt, amely szerint a kutató kötelessége a hiteles adatközlés, az előfeltevésektől mentes objektív megközelítés és az adatok értelmező elemzése.

## Társasági tagságai, elismerései
A Nemzetközi Statisztikai Társaság rendes, az angol Royal Statistical Society tiszteletbeli tagjává választották. 1984 és 1989 között az Európai Statisztikusok Konferenciájának alelnöki posztját töltötte be. 1989-ben többekkel együtt megalapította a Hivatalos Statisztikusok Nemzetközi Szervezetét. Két éven át elnökölte az ENSZ Statisztikai Bizottságát. Az MTA IX. osztályának tanácskozási jogú tagja, az MTA Statisztikai Bizottságának elnöke volt. A Magyar Statisztikai Társaság örökös tagjává választotta. A Janus Pannonius Tudományegyetem 1991-ben, a Miskolci Egyetem 1998-ban díszdoktorává, a Marx Károly Közgazdaságtudományi Egyetem címzetes egyetemi tanárává fogadta.
1988-ban megosztott Állami Díjban részesült. 1994-ben Fényes Elek-emlékéremmel és Keleti Károly-emlékéremmel, 2003-ban a Magyar Köztársasági Érdemrend középkeresztjével, 2006-ban Eötvös József-koszorúval tüntették ki.

## Főbb művei
- A Statisztikai Szemlében 91 tanulmánya jelent meg.[6]

- Általános statisztika (Budapest, 1962)
- Iparstatisztika (Budapest, 1962)
- Iparstatisztika a közgazdasági szakközépiskolák számára (Budapest, 1966)
- A magyar ipar fejlődése és távlatai (Budapest, 1971)
- Iparunk helye a világban (Budapest, 1973)
- Ipari struktúránk. Változások, hatékonyság (Budapest, 1977)
- A termelési szerkezet fejlesztésének műszaki-gazdasági kritériumai (Balázsy Sándorral; Budapest, 1979)
- Népgazdaságunk fejlettsége – nemzetközi tükörben (Budapest, 1979)
- A magyar gazdaság és társadalom a hetvenes években (Budapest, 1981)
- A népgazdasági hatékonyság és tartalékai (Budapest, 1983)
- A magyar gazdaság negyven éve (Budapest, 1985)
- Prioritások gazdaságunk fejlesztésében (Budapest, 1986)
- A gazdasági reformfolyamat húsz éve. Reformelképzelések megvalósulása, tanulságok (Budapest, 1988)
- A magyar gazdaság nemzetközi összehasonlításban, 1965–1985 (Budapest, 1989)
- Nemzetgazdasági alapismeretek (Miskolc, 1994)
- Gazdaságstatisztika (Miskolc, 2000)
- A statisztikai etikáról (Miskolc, 2002)